# Atletica leggera ai Giochi della XXV Olimpiade - Marcia 50 km

Video della gara (prima parte)

Video della gara (seconda parte)

Video della gara (terza parte)

La prova di marcia 50 km ha fatto parte del maschile programma di atletica leggera ai Giochi della XXV Olimpiade. La competizione si è svolta il 7 agosto 1992 nella città di Barcellona, con arrivo nello Stadio olimpico.

## Presenze ed assenze dei campioni in carica
| Competizione         | Atleta              | Prestazione | Barcellona 1992 |
| -------------------- | ------------------- | ----------- | --------------- |
| Olimpiadi 1988       | Vjacheslav Ivanenko | 3h38'29"    | Non selez.      |
| Europei 1990         | Andrej Perlov       | 3h54'36"    | Presente        |
| Asiatici 1990        | Zhou Zhaowen        | 4h08'33"    | Assente         |
| Panamericani 1991    | Carlos Mercenario   | 4h03'09"    | Presente        |
| Coppa del mondo 1991 | Carlos Mercenario   | 3h42'03"    | Presente        |
| Mondiali 1991        | Aliaksandr Patašou  | 3h53'09"    | Presente        |

1. ↑  Sotto la bandiera della Squadra Unita.
2. ↑  Sotto la bandiera della Squadra Unita.

### Ordine d’arrivo
| Pos.    | Atleta                | Nazione           | Tempo       |
| ------- | --------------------- | ----------------- | ----------- |
| Oro     | Andrey Perlov         | Squadra Unificata | 3 h 50' 13" |
| Argento | Carlos Mercenario     | Messico           | 3 h 52' 09" |
| Bronzo  | Ronald Weigel         | Germania          | 3 h 53' 45" |
| 4       | Valeriy Spitsyn       | Squadra Unificata | 3 h 54' 39" |
| 5       | Roman Mrázek          | Cecoslovacchia    | 3 h 55' 21" |
| 6       | Hartwig Gauder        | Germania          | 3 h 56' 47" |
| 7       | Valentin Kononen      | Finlandia         | 3 h 57' 21" |
| 8       | Miguel Rodríguez      | Messico           | 3 h 58' 26" |
| 9       | Josep Marín           | Spagna            | 3 h 58' 41" |
| 10      | Jesús Ángel García    | Spagna            | 3 h 58' 43" |
| 11      | Stefan Johansson      | Svezia            | 3 h 58' 56" |
| 12      | Giuseppe De Gaetano   | Italia            | 3 h 59' 13" |
| 13      | Massimo Quiriconi     | Italia            | 4 h 00' 28" |
| 14      | Jaime Barroso         | Spagna            | 4 h 02' 08" |
| 15      | René Piller           | Francia           | 4 h 02' 40" |
| 16      | Alain Lemercier       | Francia           | 4 h 06' 31" |
| 17      | Martial Fesselier     | Francia           | 4 h 07' 30" |
| 18      | Fumio Imamura         | Giappone          | 4 h 07' 45" |
| 19      | Simon Baker           | Australia         | 4 h 08' 11" |
| 20      | Pascal Charrière      | Svizzera          | 4 h 08' 32" |
| 21      | Les Morton            | Regno Unito       | 4 h 09' 34" |
| 22      | Takehiro Sonohara     | Giappone          | 4 h 13' 22" |
| 23      | Carl Schueler         | Stati Uniti       | 4 h 13' 38" |
| 24      | Tadahiro Kosaka       | Giappone          | 4 h 14' 24" |
| 25      | José Urbano           | Portogallo        | 4 h 16' 31" |
| 26      | Stefan Wögerbauer     | Austria           | 4 h 17' 25" |
| 27      | Pavol Szikora         | Cecoslovacchia    | 4 h 17' 49" |
| 28      | José Magalhães        | Portogallo        | 4 h 20' 12" |
| 29      | Pavol Blažek          | Cecoslovacchia    | 4 h 22' 33" |
| 30      | Paul Blagg            | Regno Unito       | 4 h 23' 10" |
| 31      | Harold van Beek       | Paesi Bassi       | 4 h 24' 18" |
| 32      | Herman Nelson         | Stati Uniti       | 4 h 25' 49" |
| —       | Giovanni Perricelli   | Italia            | Rit.        |
| —       | Aldo Bertoldi         | Svizzera          | Rit.        |
| —       | Marco Evoniuk         | Stati Uniti       | Rit.        |
| —       | Robert Korzeniowski   | Polonia           | Squal.      |
| —       | Guillaume LeBlanc     | Canada            | Squal.      |
| —       | Germán Sánchez        | Messico           | Squal.      |
| —       | Aleksandr Potashov    | Squadra Unificata | Squal.      |
| —       | Tim Berrett           | Canada            | Squal.      |
| —       | Godfried Dejonckheere | Belgio            | Squal.      |
| —       | José Pinto            | Portogallo        | Squal.      |
| —       | Li Mingcai            | Cina              | NP          |